# Sant'Omero
Sant'Omero é uma comuna italiana da região dos Abruzos, província de Teramo, com cerca de 5.238 habitantes. Estende-se por uma área de 33 km², tendo uma densidade populacional de 159 hab/km². Faz fronteira com Bellante, Campli, Civitella del Tronto, Corropoli, Mosciano Sant'Angelo, Nereto, Sant'Egidio alla Vibrata, Torano Nuovo, Tortoreto.

## Demografia
| Variação demográfica do município entre 1861 e 2011                               |
|                                                                                   |
| Fonte: Istituto Nazionale di Statistica (ISTAT) - Elaboração gráfica da Wikipedia |